# Koordinátor intimity
Koordinátor intimity, někdy nazývaný režisér intimity,  je člen filmového nebo televizního štábu, který zajišťuje osobní pohodu herců a hereček, kteří se účastní sexuálních scén nebo jiných intimních scén v divadelní, filmové a televizní produkci. Koordinátoři intimity úzce spolupracují s režiséry a choreografy a ve spolupráci s herci, herečkami a dalšími členy štábu pomáhají plánovat intimní scény. 

## Funkce
Tuto funkci obhajuje nezisková organizace Intimacy Directors International. V roce 2016 ji založily Alicia Rodisová, Tonia Sina a Siobhan Richardsonová . Podle jejich definice je na koordinátorovi intimity zajistit následující: 
- Všichni zaměstnanci a herci chápou význam dané intimní scény v kontextu příběhu,
- mezi účastníky intimní scény probíhá diskuse a jsou k dispozici způsoby nahlášení obtěžování,
- herci kontinuálně souhlasí se všemi intimními scénami,
- všechny intimní scény se provádějí podle předem dohodnuté choreografie,
- herci jsou vyzýváni, aby konec každé intimní scény ohraničili signálem, který ohraničí návrat k reálným interakcím.

Roli koordinátora intimity nelze zaměňovat s rolí „intimního choreografa“, který se specializuje na techniky inscenování intimních scén. 

## Historie
Poptávka po roli koordinátora intimity v americkém zábavním průmyslu vzrostla po Kauze Weistein v roce 2017. Hnutí Me Too upoutalo pozornost na často rutinní povahu sexuálního obtěžování a nevhodného chování v tomto odvětví. Herečky jako Emily Meadeová začaly vyžadovat profesionální záruky pro svou osobní pohodu na place. Uváděly, že vzhledem ke struktuře moci v tomto odvětví se jinak herečky a herci (zejména mladí, nezkušení) nemusí cítit schopni promluvit, když režiséři, zaměstnanci nebo jiní herci nerespektují jejich konsent nebo předchozí dohody ohledně intimních scén.  V roce 2017 londýnská talentová agentura Carey Dodd Associates stála v čele kampaně za nastolení nového standardu řešení intimních scén pomocí doporučených postupů, které vypracovala Ita O'Brienová . 
V říjnu 2018 přijala televizní síť HBO politiku využívání koordinátorů intimity pro všechny své seriály a filmy s intimními scénami.  Od roku 2018 se také v londýnských divadlech začali používat koordinátoři intimity a intimní workshopy vyučující osvědčené postupy pro intimní scény 
V lednu 2019 vydal Netflix seriál Sex Education, při jehož natáčení poprvé využil služby koordinátorky intimity Ity O'Brienové. 

## V Česku
Při natáčení v Česku musí herci a herečky převážně chránit svá práva a hranice sami, protože tady ještě není využívání koordinátorů intimity běžné. Tento nedostatek komentovala tisková mluvčí evropské pobočky HBO Pavla Brožková, která uvádí, že se s podobnými žádostmi při svých projektech zatím nesetkali. Nicméně u projektů produkovaných HBO Europe je v současnosti zvykem minimalizovat přítomnost ostatních osob na place při natáčení milostných scén, aby se herci mohli lépe uvolnit. Stále více českých herců má také své agenty, kteří mohou sloužit jako vyjednavači. 
V roce 2023 se v Praze uskutečnila první přednáška a praktický workshop s Itou O'Brien, mezinárodně uznávanou koordinátorkou intimity. Navštívila ji herečka, choreografka a moderátorka pořadu radia Wave Pot, Eliška Soukupová, která se dozvěděla, jak díky spolupráci s koordinátorem nebo koordinátorkou intimity mohou herci při natáčení citlivých filmových scén pocítit bezpečí a svobodu. Soukupová se o své zážitky podělila s kolegou moderátorem Karlem Vladykou v rámci pořadu Pot. 